# Lach Dennis and Lostock Green
Lach Dennis and Lostock Green är en civil parish i distriktet Cheshire West and Chester, Storbritannien. Den ligger i grevskapet Cheshire och riksdelen England, i den södra delen av landet, 250 km nordväst om huvudstaden London. Antalet invånare är 232. Det inkluderar Lach Dennis och Lostock Green.